# ロシア鉄道2TE25K形ディーゼル機関車
2TE25K形（ロシア語: 2ТЭ25К）は、ロシア鉄道（ОАО «Российские железные дороги»）が1996年から導入した電気式ディーゼル機関車。"ペレスヴェト"（ロシア語: Пересвет）という愛称を持つ。この項目では、設計変更を行った2TE25KM形を始めとする関連形式についても記す。

## 概要
2004年、ロシア鉄道は旧ソ連国鉄時代に製造され老朽化が進行した本線用ディーゼル機関車である2TE10M形や2TE116形を、燃料消費やメンテナンス費用の削減や牽引力の増大などの要素を含む新型機関車に置き換える長期計画を立てた。それに基づきウクライナ・ルハンシクテプロヴォーズ製の2TE116U形の導入が行われた一方、ロシア国内でも同様のコンセプトに基づいたディーゼル機関車の開発が実施される事になった。そして、ブリャンスク機械製造工場によって製造されたのが2TE25形である。
車体はモジュール構造を採用した2車体連結式の箱型車体で、重連運転が前提のため運転台は片側のみに設置されている。台車は全軸駆動の3軸ボギー式が用いられ、軸箱にはゴム製部品を用いた4点接触形玉軸受が設置され、従来の車両に比べ部品の摩耗が抑えられている他、振動を抑制するための油圧式振動ダンパーも搭載されている。
機器室中央部に設置されているディーゼルエンジンはコロムナ工場製のV型12気筒4ストローク機関であるD49（12CHN26/26）形（2,500 kW、1,000 rpm）で、過給機はターボチャージャーを使用する。蓄電池によって駆動するスタータ・ジェネレータによって始動したこのエンジンによって、サイリスタ制御整流器（M-TPP-3600D-U2、ロシア語: М-ТПП-3600Д-У2）や直流主電動機（EDU-133TS、ロシア語: ЭДУ-133Ц）が稼働される。主電動機は各車体に6基設置されており、出力は350 kWである。また、ディーゼルエンジンには水冷式ラジエーターを備えた高温・低温の二重回路による冷却装置が備わっている。
これらの主要機器や台車はマイクロプロセッサにより自動制御や自動診断が実施され、メンテナンスの削減が図られている。。

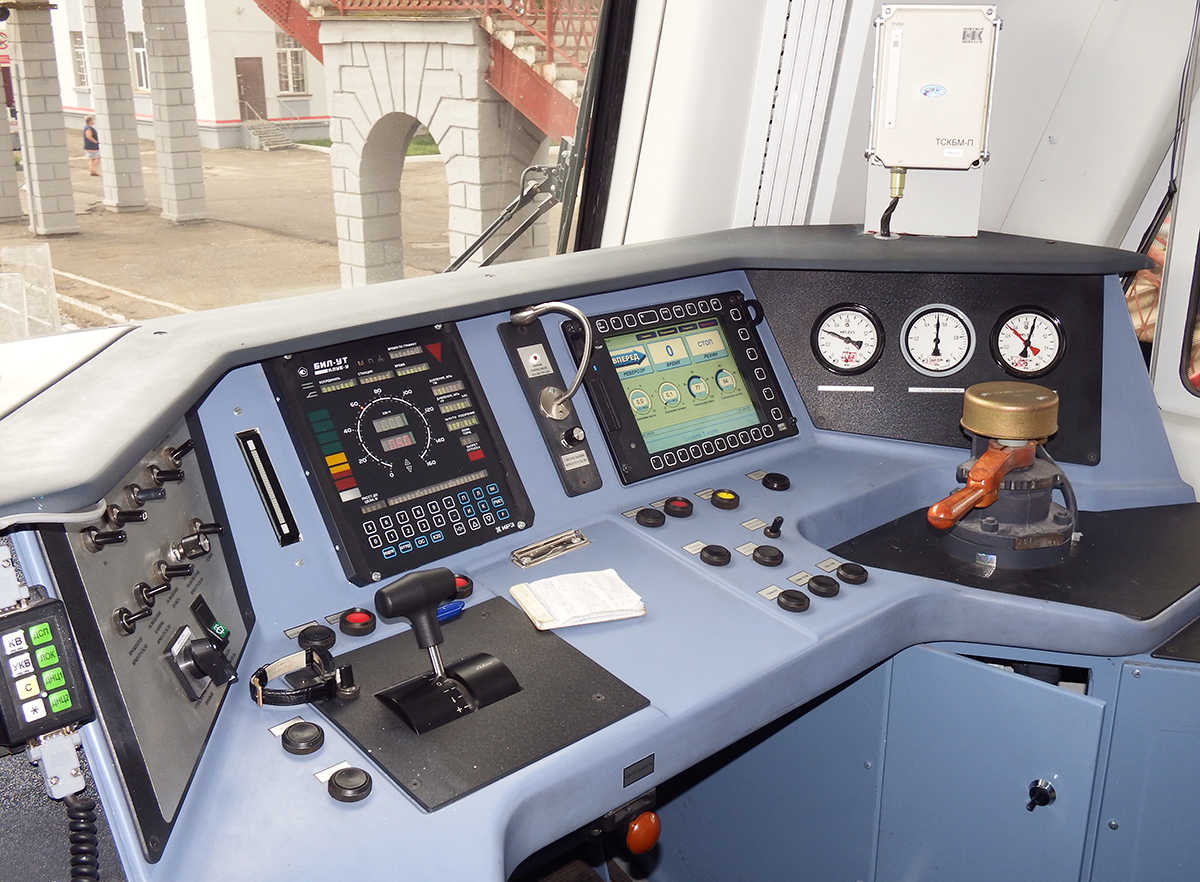
運転台（2TE25KM-0025）
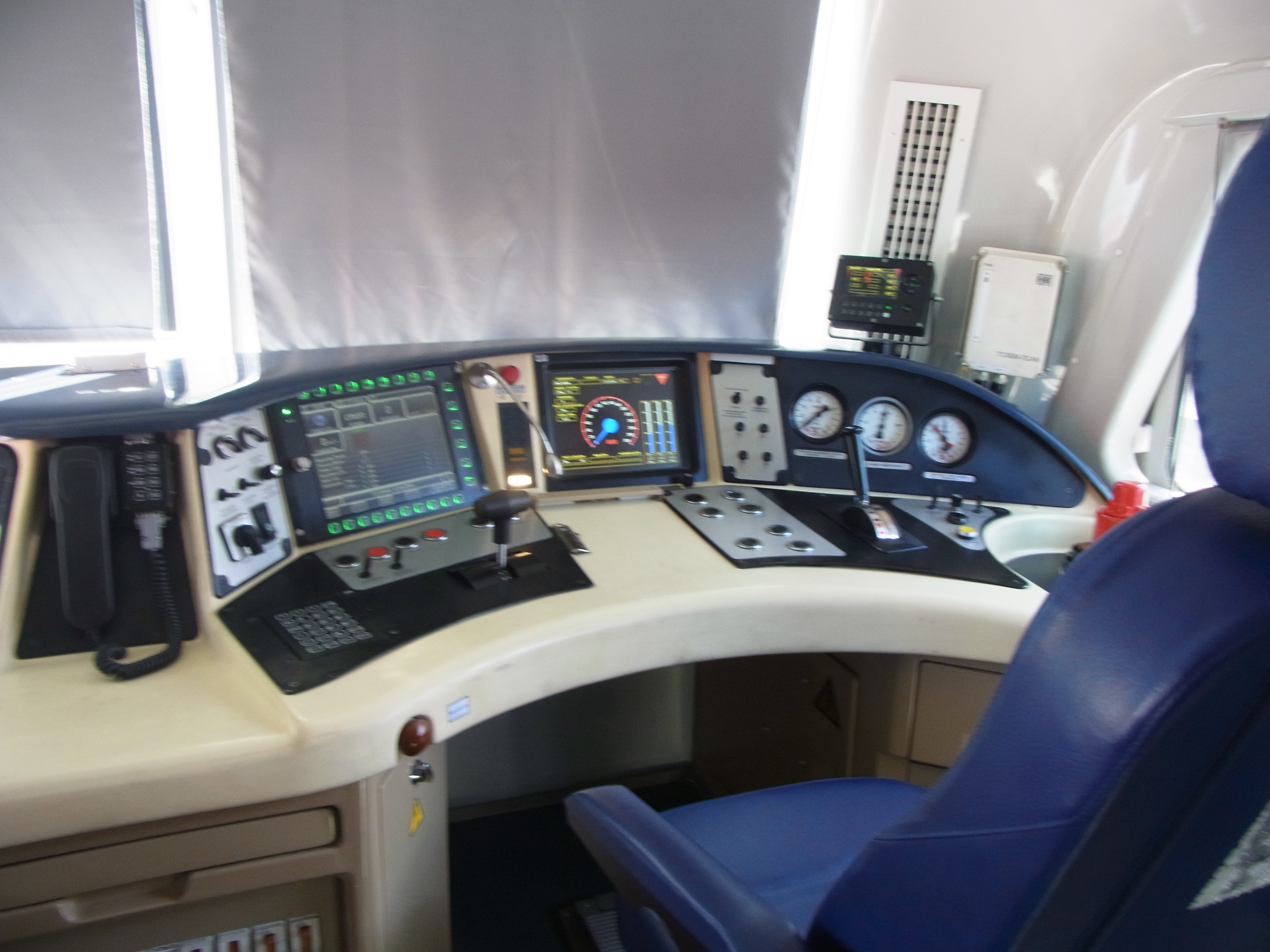
運転台（3TE25K2M-0001）

## 形式

### 2TE25K形（2ТЭ25К）
2005年7月に最初の車両（2TE25K-0001）が完成し、同年8月から全ロシア鉄道研究所（ВНИИЖТ）の実験線を行った後、2007年から量産が開始された。2009年までに15両が製造され、2TE25K-0008号機以降は前照灯・尾灯がそれまでのハロゲンランプからLEDライトに変更された。
だが運用開始以降故障が相次ぎ、その原因の80％以上は機器の信頼性の低さであった。2010年9月の時点で全15両のうち稼働していた車両は4両に過ぎない状況に至った結果、ブリャンスク機械製造工場は2009年製造分を最後に2TE25K形の量産を停止した。それ以降は同工場による修繕が行われた結果、2019年現在12両が営業運転に用いられている。

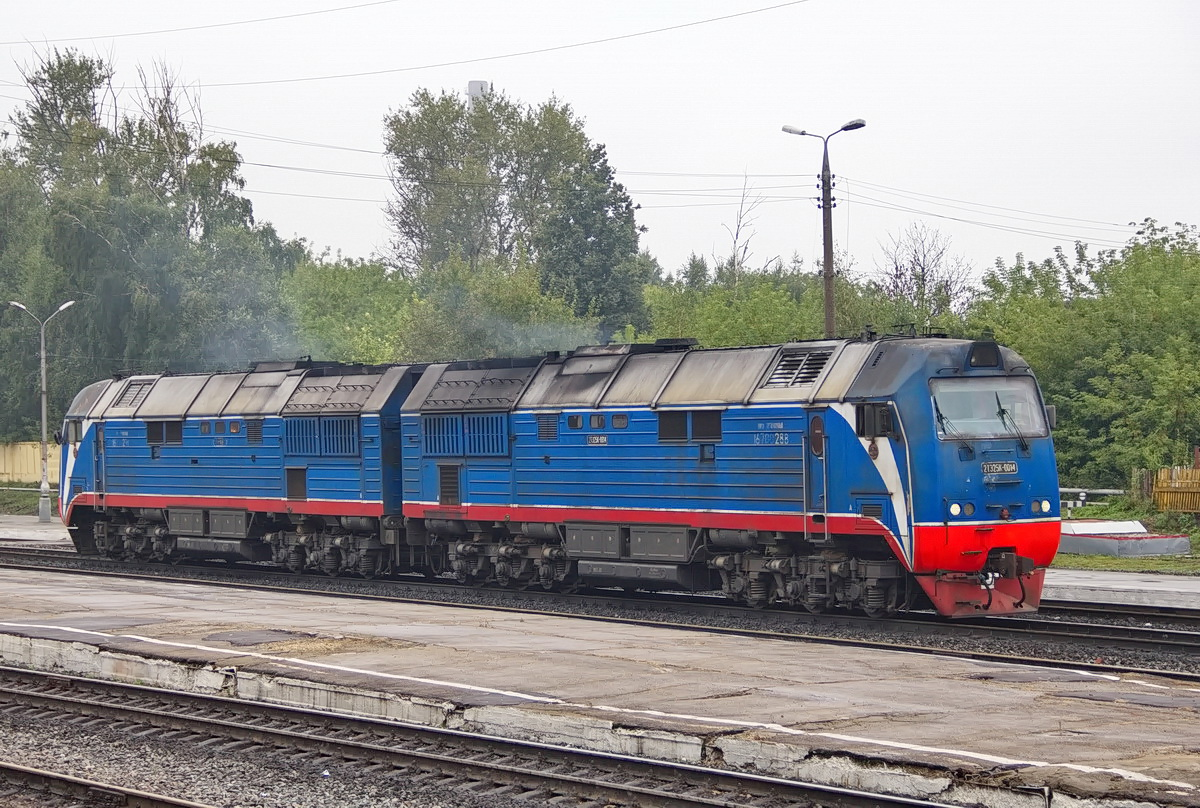
2TE25K-0014

### 2TE25KM形（2ТЭ25КМ）

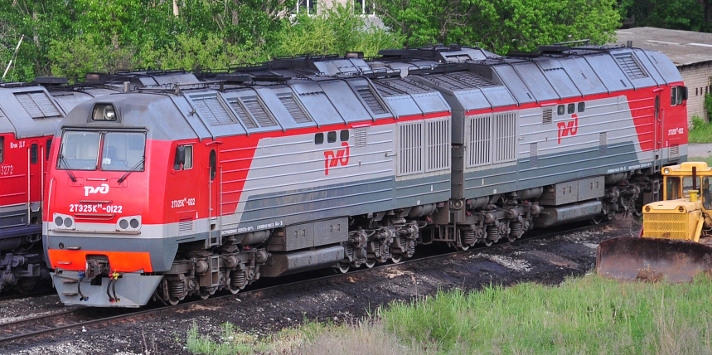
2TE25KM-0122

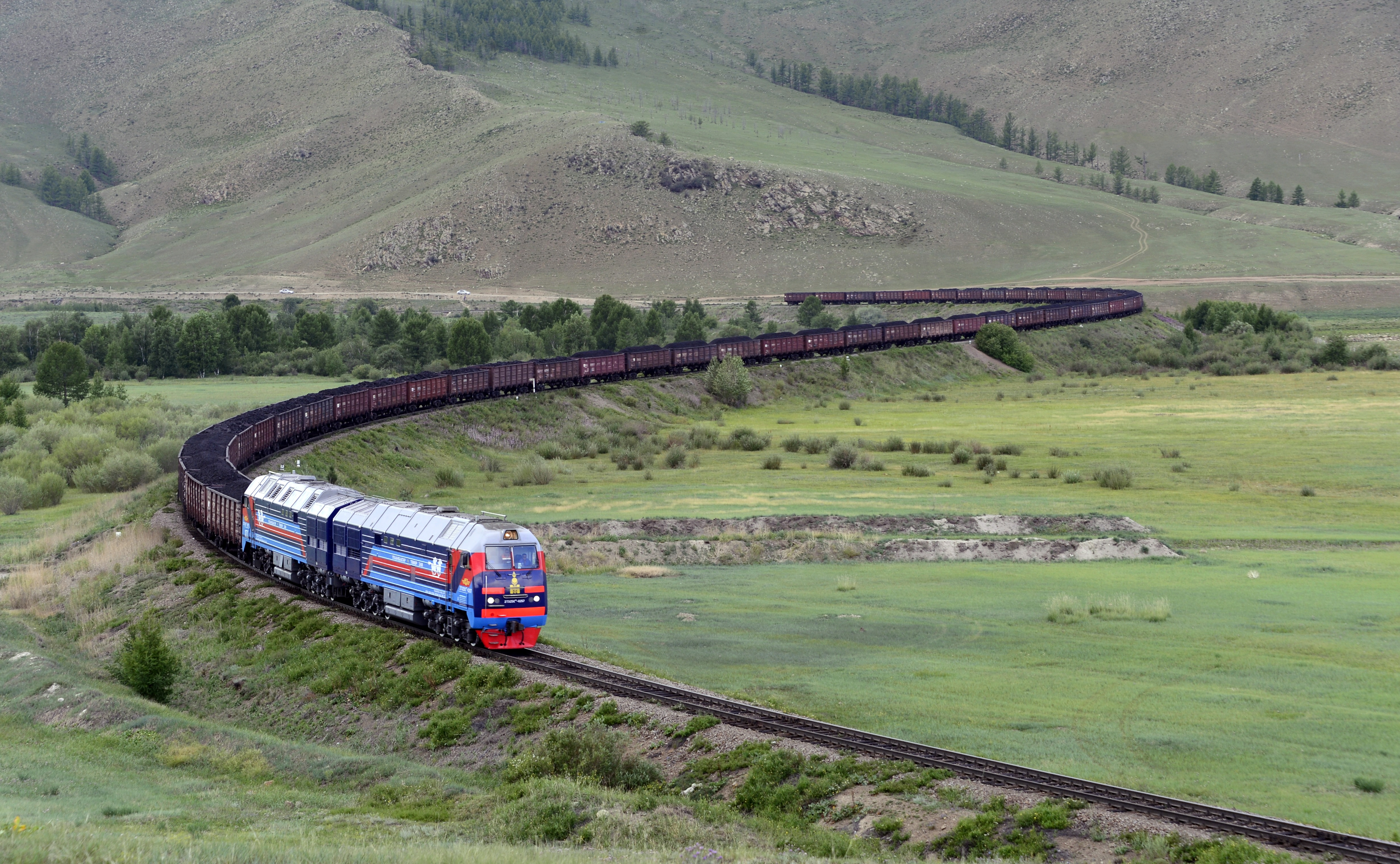
2TE25KM-0257（ウランバートル鉄道）

2014年に勃発したウクライナ騒乱の影響により、ロシア鉄道向けに2TE116U形の製造を実施していたルハンシクテプロヴォーズは工場が砲撃を受けるなど大きな被害を受け、更にルガンスク人民共和国による実効支配により部品供給や製品の輸出が困難となった結果、操業停止を余儀なくされた。この事態を受け、ロシア鉄道はブリャンスク機械製造工場に2TE116U形と同じ性能を持つ機関車の発注を実施した。これが2TE25KM形である。
前面形状の変更など一部を除き車体構造は2TE25K形を基にしている一方、上記の要望の元で主要機器は2TE116U形と同様のものを使用しており、エンジンも2TE25K形のものより出力が増大した5D49（16CHN26/26）形が用いられている。試験運転では最大6,400tの列車を牽引可能である事が示されており、置き換え対象である2TE10M形（5,200 t）よりも大幅な牽引力の増加が実証されている。温暖気候での使用を前提にしているが、-50℃から40℃まで多様な気候に対応している。
試作車（2TE25KM-0001）は2014年12月に完成し、翌年から前述した重量級の列車牽引を含めた試運転を行った後量産が開始された。ロシア鉄道に加えてシベリア石炭エネルギー会社が所有する専用鉄道や列車運行会社のバルトトランスサービス（ООО «БалтТрансСервис»）などロシア国内の鉄道、ウランバートル鉄道（モンゴル）やシュバルコル・コミル（カザフスタン）といったロシア国外への導入も実施され、2019年現在433両が製造されている。

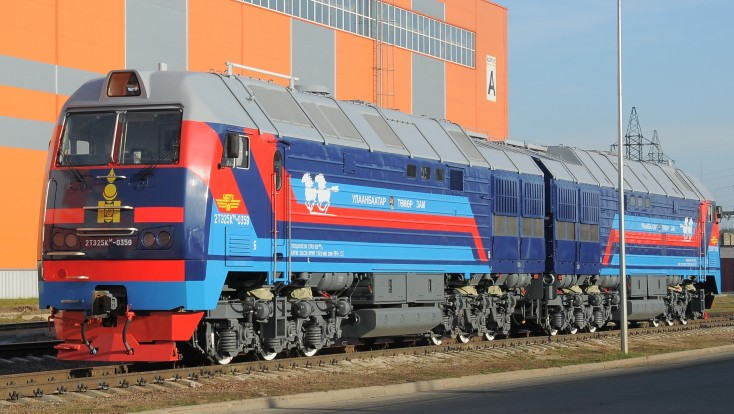
ウランバートル鉄道塗装（2TE25KM-0359）
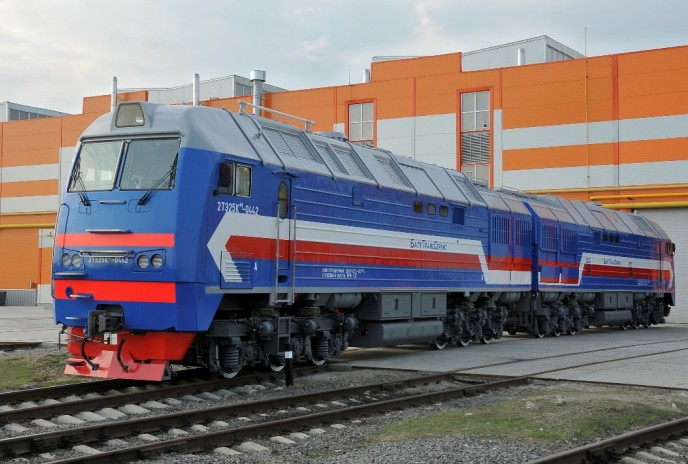
バルトトランスサービス塗装（2TE25KM-0442）
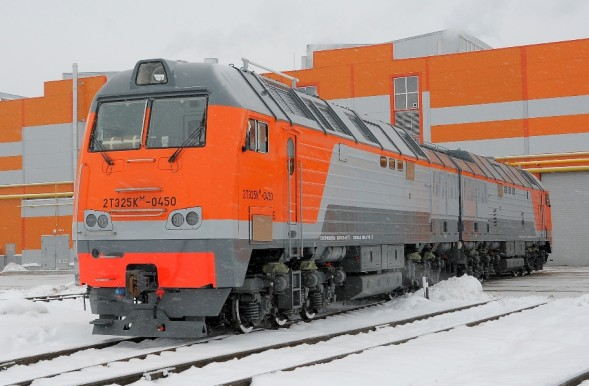
シュバルコル・コミル塗装（2TE25KM-0450）

### 3TE25K2M形（3ТЭ25К2М）

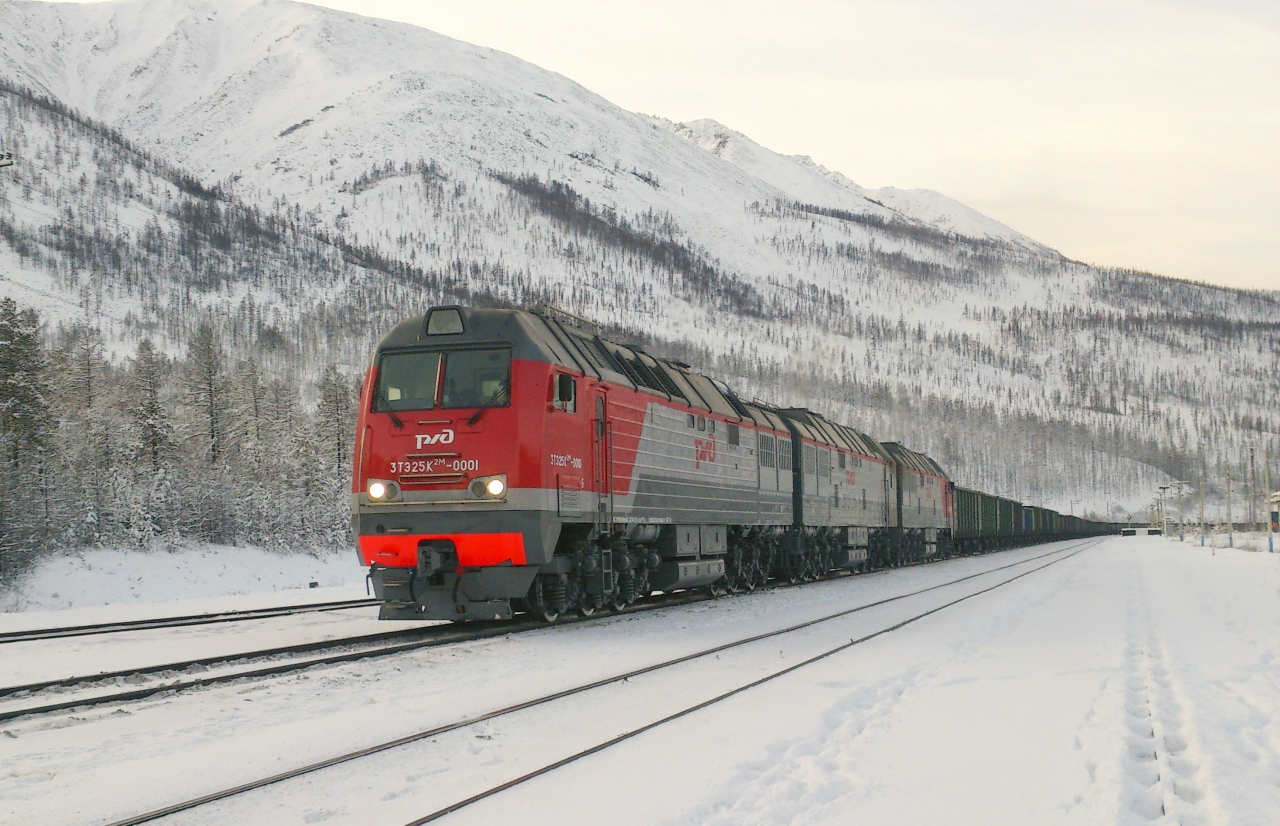
3TE25K2M-0001が牽引する長編成の貨物列車

2TE25KM形を基に、勾配が多い山岳地帯や重量級貨物列車牽引に適した仕様変更が行われた3車体連結式の形式。粘着力を増加させるため各車体の重量および軸重が増加した他、エンジンが強力なアメリカ・GE製の12気筒V形4ストローク機関であるGEVO V12（3,100 kW、1,050 rpm）に変更され、マイクロプロセッサによる制御システムの更新も実施されている。またバイカル・アムール鉄道を始めとする寒冷地での運用を考慮し、運転室内部の暖房の強化やディーゼルエンジンの冷却回路の凍結防止などの対策が施されている。
2017年に製造された2両のうち、3TE25K2M-002号機は当初2車体連結式の2TE25K2M形（2ТЭ25К2М）として計画されたが、後に中間車体が増結された経緯を持つ。翌2018年にバイカル・アムール鉄道で実施された試験運転で従来の3TE10MK形と比較し低温下での長時間の安定した走行が実証された。2019年現在3TE25K2M形3両が在籍し、同年中に12両の増備を予定している。

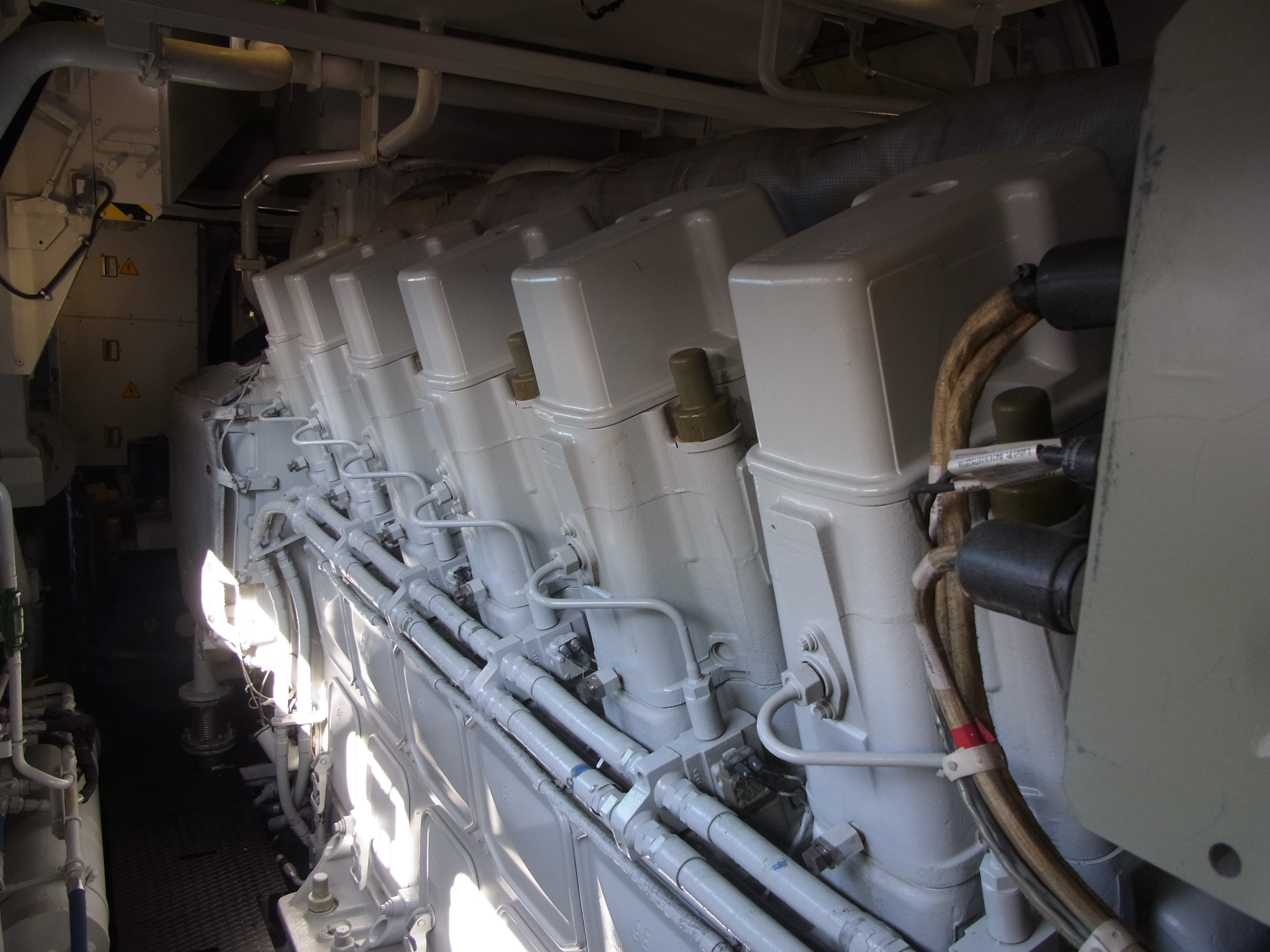
GEVO G12形ディーゼルエンジン

### 2TE25K3M形（2ТЭ25К3М）、3TE25K3M形（3ТЭ25К3М）

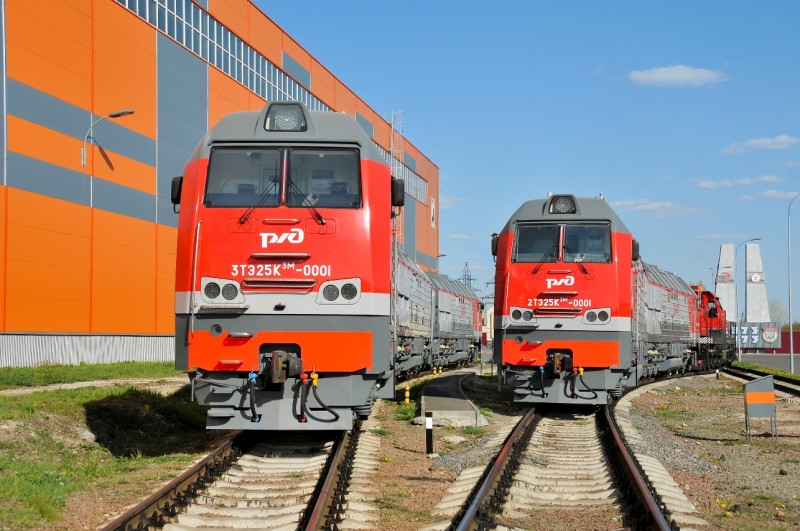
3TE25K3M-0001（左）
2TE25K3M-0001（右）

2TE25KM形を基に改良が加えられた形式。2車体連結式の2TE25K3M形、3車体連結式の3TE25K3M形が製造されている。性能を高めるためディーゼル発電機が出力を強化した18-9DG形に変更されている他、粘着力を高めるため機関車の軸重が増加している。また定格速度が25.4 km/hに向上し、牽引力の安定性の向上が図られている。
2019年に試作車が1両ずつ製造され、全ロシア鉄道研究所（ВНИИЖТ）の実験線での試運転が行われている。

## 関連形式
- 2TE25A形（ロシア語版） - ブリャンスク機械製造工場（ロシア語版）製の本線用電気式ディーゼル機関車。2TE25K形と異なり、誘導電動機やインバータ制御を用いたAC-AC電源を搭載する[10]。